# Puchar Świata kobiet w skokach narciarskich 2015/2016 – Zaō
Szóste oraz siódme zmagania w ramach Pucharu Świata kobiet w skokach narciarskich w sezonie 2015/2016 odbyły się w Zaō.
Kwalifikacje do pierwszego konkursu wygrała Špela Rogelj, a w samym konkursie dzień później po raz czwarty z rzędu w sezonie wygrała Sara Takanashi. W drugich kwalifikacjach najlepsza była Ema Klinec, a w drugim konkursie indywidualnym po raz kolejny trimfowała Sara Takanashi.

## Skocznia
|  | Nazwa skoczni | Miejscowość | Punkt K | HS     | Rekord skoczni | Rekord skoczni | Rekord skoczni |
|  | ------------- | ----------- | ------- | ------ | -------------- | -------------- | -------------- |
|  | Yamagata      | Zaō         | K-95    | HS-106 | 106,0 m        | Sara Takanashi | 22.01.2016     |

## Program zawodów
| Dzień       | Konkurencja                                        | Początek     | Początek | Liczba uczestników |
| Dzień       | Konkurencja                                        | Czas lokalny | CET      | Liczba uczestników |
| ----------- | -------------------------------------------------- | ------------ | -------- | ------------------ |
| 15 stycznia | Oficjalny trening                                  | 16:00        | 8:00     | 53                 |
| 15 stycznia | Kwalifikacje do pierwszego konkursu indywidualnego | 17:50        | 9:50     | 53                 |
| 22 stycznia | Pierwszy konkurs indywidualny                      | 17:00        | 9:00     | 40                 |
| 23 stycznia | Kwalifikacje do drugiego konkursu indywidualnego   | 15:30        | 7:30     | 47                 |
| 23 stycznia | Drugi konkurs indywidualny                         | 16:45        | 8:45     | 40                 |

## Jury
Dyrektorem konkursów podczas zawodów Pucharu Świata w Sapporo był Takashi Kumagai, oraz z ramienia Międzynarodowej Federacji Narciarskiej, dyrektorka zawodów Pucharu Świata, Chika Yoshida. Jej asystentem był, podobnie jak w innych oficjalnych zawodach organizowanych przez FIS, Borek Sedlák. Sędzią technicznym była Claudia Denifl, a sędzią od sprzętu Agnieczka Baczkowska.
| Sędzia         | Stanowisko                 | Stanowisko              | Stanowisko                 | Stanowisko              |
| Sędzia         | Kwalifikacje do 1. k. ind. | 1. konkurs indywidualny | Kwalifikacje do 2. k. ind. | 2. konkurs indywidualny |
| -------------- | -------------------------- | ----------------------- | -------------------------- | ----------------------- |
| Eduard Subocz  | A                          | A                       | E                          | E                       |
| Masaki Kimura  | B                          | B                       | C                          | C                       |
| Rico Parpan    | C                          | C                       | D                          | D                       |
| Ole Walseth    | D                          | D                       | A                          | A                       |
| Michael Herzig | E                          | E                       | B                          | B                       |